# Заньківська сільська рада (Радомишльський район)
Заньківська сільська рада — колишня адміністративно-територіальна одиниця та орган місцевого самоврядування у Потіївському, Малинському і Радомишльському районах Малинської, Коростенської і Волинської округ, Київської й Житомирської областей Української РСР та України з адміністративним центром у с. Заньки.

## Населені пункти
Сільській раді були підпорядковані населені пункти:
- с. Заньки
- с. Гришківка
- с. Дорогунь
- с. Дубовик
- с. Прибуток
- с. Теклянівка

## Населення
Відповідно до результатів перепису населення СРСР, кількість населення ради, станом на 12 січня 1989 року, становила 850 осіб.
Станом на 5 грудня 2001 року, відповідно до перепису населення України, кількість мешканців сільської ради становила 632 особи.

## Склад ради
Рада складалась з 12 депутатів та голови.

## Керівний склад сільської ради
| ПІБ                          | Основні відомості                                                 | Дата обрання | Дата звільнення |
| ---------------------------- | ----------------------------------------------------------------- | ------------ | --------------- |
| Шоботенко Валентина Петрівна | Сільський голова, 1953 року народження, освіта, безпартійний      | 26.03.2006   | 18.12.2009      |
| Шпак Тетяна Іванівна         | Сільський голова, 1959 року народження, освіта вища, позапартійна | 31.10.2010   |                 |

Примітка: таблиця складена за даними джерела

## Історія
Створена у 1923 році в складі с. Заньки та колонії Рудня-Заньківська Облітківської волості Радомисльського повіту Київської губернії. 16 січня 1923 року до складу ради включено села Дубовик, Теклянівка і хутір Перешкода ліквідованих Дубовиківської й Теклянівської сільських рад та с. Гришківка Ляхівської сільської ради. На 2 лютого 1928 року в підпорядкуванні ради значаться хутори Барвінок, Вишальне та Драни. Станом на 1 жовтня 1941 року с. Рудня-Заньківська та хутори Барвінок, Вишальне, Драни та Перешкода не перебувають на обліку населених пунктів.
Станом на 1 вересня 1946 року сільська рада входила до складу Потіївського району Житомирської області, на обліку в раді перебували села Гришківка, Заньки, Теклянівка та х. Дубовик.
5 березня 1959 року, відповідно до рішення Житомирського облвиконкому № 161 «Про ліквідацію та зміну адміністративно-територіального поділу окремих сільських рад області», до складу ради включено села Дорогунь та Прибуток Облітківської сільської ради Радомишльського району. 7 січня 1963 року, відповідно до рішення Житомирського ОВК № 2 «Про зміну адміністративної підпорядкованості окремих сільських рад і населених пунктів», до складу ради передано с. Моделів Потіївської сільської ради. 20 травня 1963 року, відповідно до рішення Житомирського ОВК № 241 «Про зміни в адміністративно-територіальному поділі Малинського та Ємільчинського районів», с. Моделів повернуте до складу Потіївської сільської ради Малинського району Житомирської області.
На 1 січня 1972 року сільська рада входила до складу Радомишльського району Житомирської області, на обліку в раді перебували села Гришківка, Дорогунь, Дубовик, Заньки, Прибуток та Теклянівка.
Припинила існування 24 листопада 2015 року через об'єднання до складу Потіївської сільської територіальної громади Радомишльського району Житомирської області.
Входила до складу Потіївського (7.03.1923 р.), Радомишльського (21.01.1959 р., 4.01.1965 р.) та Малинського (30.12.1962 р.) районів.